# Contea di Richland (Illinois)
La contea di Richland (in inglese Richland County) è una contea dello Stato dell'Illinois, negli Stati Uniti. La popolazione al censimento del 2000 era di 16 149 abitanti. Il capoluogo di contea è Olney. Inoltre sono presenti vari villaggi, come per esempio Claremont.